# Santiago, San Bartolo Tutotepec
Santiago är en ort i Mexiko.   Den ligger i kommunen San Bartolo Tutotepec och delstaten Hidalgo, i den sydöstra delen av landet, 140 km nordost om huvudstaden Mexico City. Santiago ligger 1 373 meter över havet och antalet invånare är 407.
Terrängen runt Santiago är bergig söderut, men norrut är den kuperad. Runt Santiago är det ganska tätbefolkat, med 149 invånare per kvadratkilometer. Närmaste större samhälle är San Bartolo Tutotepec, 2,3 km öster om Santiago. Omgivningarna runt Santiago är en mosaik av jordbruksmark och naturlig växtlighet.